# Yannik Engelhardt
Yannik Engelhardt (Göttingen, 7 febbraio 2001) è un calciatore tedesco, centrocampista del Como.

## Caratteristiche tecniche
Di ruolo mediano, gioca davanti alla difesa e punta più a difendere che ad attaccare grazie alla sua abilità nel rompere il gioco avversario. Può giocare anche più avanti sulla linea dei trequartisti.

## Carriera
Prodotto di Werder Brema e Friburgo, nel 2023 passa al Fortuna Düsseldorf, squadra con cui debutta il 29 luglio 2023 nella partita di campionato vinta 1-0 contro l'Hertha Berlino.
Il 1º agosto 2024 si trasferisce al Como a titolo definitivo firmando un contratto triennale. Fa il suo esordio in Serie A allo Juventus Stadium in occasione della partita contro la Juventus persa per 3-0 del 19 agosto 2024, subentrando al 22° minuto al posto di Daniele Baselli. Il 30 novembre seguente, all'ottava presenza nella competizione, realizza la sua prima rete in massima serie nella sfida pareggiata contro il Monza.

## Statistiche

### Presenze e reti nei club
Statistiche aggiornate al 30 novembre 2024.
| Stagione               | Squadra                | Campionato             | Campionato | Campionato | Coppe nazionali | Coppe nazionali | Coppe nazionali | Coppe continentali | Coppe continentali | Coppe continentali | Altre coppe | Altre coppe | Altre coppe | Totale | Totale |
| Stagione               | Squadra                | Comp                   | Pres       | Reti       | Comp            | Pres            | Reti            | Comp               | Pres               | Reti               | Comp        | Pres        | Reti        | Pres   | Reti   |
| ---------------------- | ---------------------- | ---------------------- | ---------- | ---------- | --------------- | --------------- | --------------- | ------------------ | ------------------ | ------------------ | ----------- | ----------- | ----------- | ------ | ------ |
| 2019-2020              | Werder Brema II        | RL                     | 3          | 0          | -               | -               | -               | -                  | -                  | -                  | -           | -           | -           | 3      | 0      |
| 2020-2021              | Werder Brema II        | RL                     | 8          | 0          | -               | -               | -               | -                  | -                  | -                  | -           | -           | -           | 8      | 0      |
| Totale Werder Brema II | Totale Werder Brema II | Totale Werder Brema II | 11         | 0          |                 | -               | -               |                    | -                  | -                  |             | -           | -           | 11     | 0      |
| 2021-2022              | Friburgo II            | 3.L                    | 29         | 1          | -               | -               | -               | -                  | -                  | -                  | -           | -           | -           | 29     | 1      |
| 2022-2023              | Friburgo II            | 3.L                    | 25         | 2          | -               | -               | -               | -                  | -                  | -                  | -           | -           | -           | 25     | 2      |
| Totale Friburgo II     | Totale Friburgo II     | Totale Friburgo II     | 54         | 3          |                 | -               | -               |                    | -                  | -                  |             | -           | -           | 54     | 3      |
| 2023-2024              | Fortuna Düsseldorf     | ZL                     | 30+2       | 3+1        | CG              | 5               | 0               | -                  | -                  | -                  | -           | -           | -           | 37     | 6      |
| 2024-2025              | Como                   | A                      | 14         | 1          | CI              |                 |                 | -                  | -                  | -                  | -           | -           | -           | 14     | 1      |
| Totale carriera        | Totale carriera        | Totale carriera        | 103+2      | 7+1        |                 | 5               | 0               |                    | -                  | -                  |             | -           | -           | 110    | 8      |